# Björköby, Vetlanda kommun
Björköby är en tätort i Vetlanda kommun i Jönköpings län, kyrkort i Björkö socken.
Björköby ligger mellan Nässjö och Vetlanda strax intill sjön Nömmen.

## Befolkningsutveckling
| Befolkningsutvecklingen i Björköby 1950–2020            | Befolkningsutvecklingen i Björköby 1950–2020 | Befolkningsutvecklingen i Björköby 1950–2020 | Befolkningsutvecklingen i Björköby 1950–2020 | Befolkningsutvecklingen i Björköby 1950–2020 |
| ------------------------------------------------------- | -------------------------------------------- | -------------------------------------------- | -------------------------------------------- | -------------------------------------------- |
|                                                         |                                              |                                              |                                              |                                              |
| År                                                      |                                              |                                              | Folkmängd                                    | Areal (ha)                                   |
| 1950                                                    | 1950                                         |                                              | 442                                          | ##                                           |
| 1960                                                    | 1960                                         |                                              | 411                                          |                                              |
| 1965                                                    | 1965                                         |                                              | 411                                          |                                              |
| 1970                                                    | 1970                                         |                                              | 424                                          |                                              |
| 1975                                                    | 1975                                         |                                              | 396                                          |                                              |
| 1980                                                    | 1980                                         |                                              | 426                                          |                                              |
| 1990                                                    | 1990                                         |                                              | 367                                          | 68                                           |
| 1995                                                    | 1995                                         |                                              | 333                                          | 68                                           |
| 2000                                                    | 2000                                         |                                              | 337                                          | 68                                           |
| 2005                                                    | 2005                                         |                                              | 312                                          | 68                                           |
| 2010                                                    | 2010                                         |                                              | 273                                          | 67                                           |
| 2015                                                    | 2015                                         |                                              | 323                                          | 82                                           |
| 2020                                                    | 2020                                         |                                              | 326                                          | 85                                           |
| Anm.: ## Som tätort/befolkningsagglomeration 1920–1950. |                                              |                                              |                                              |                                              |

## Kommunikationer
Björköby har en hållplats på järnvägslinjen Nässjö–Vetlanda.
Björköby trafikeras också av en busslinje som går mellan Vetlanda och Nässjö.